# 8 januari
8 januari är den 8:e dagen på året i den gregorianska kalendern. Det återstår 357 dagar av året (358 under skottår). 

## Återkommande bemärkelsedagar

### Nationaldagar
- Nordmarianernas nationaldag

### Festdagar
- Bulgarien: Babinden
- Grekland: I norra delen av landet hålls Gynaikokratia, en festival där män och kvinnor för en dag byter roller

### Övrigt
- Malaysia: Skrivkunnighetens dag

## Namnsdagar

### I den svenska almanackan
- Nuvarande – Erland
- Föregående i bokstavsordning
  - Erhard – Namnet fanns, till minne av en biskop och helgon i tyska Regensburg på 600-talet, på dagens datum före 1901, då det utgick. 1986 återinfördes det på dagens datum och fanns där fram till 2001, då det flyttades till 5 maj.
  - Erla – Namnet infördes på dagens datum 1986, men utgick 1993.
  - Erland – Namnet fanns på 1790-talet på 3 november, men utgick sedan. 1901 återinfördes det på dagens datum och har funnits där sedan dess.
- Föregående i kronologisk ordning
  - Före 1901 – Erhard
  - 1901–1985 – Erland
  - 1986–1992 – Erland, Erhard och Erla
  - 1993–2000 – Erland och Erhard
  - Från 2001 – Erland
- Källor
  - Brylla, Eva (red.): Namnlängdsboken, Norstedts ordbok, Stockholm, 2000. ISBN 91-7227-204-X
  - af Klintberg, Bengt: Namnen i almanackan, Norstedts ordbok, Stockholm, 2001. ISBN 91-7227-292-9

### Finlandssvenska almanackan
- Nuvarande från 1929[1] – Gunnar

- I föregående revideringar[a][2]
  - inga ändringar sedan 1929

## Händelser
- 1107 – Vid Edgars död efterträds han som kung av Skottland av sin bror Alexander I.
- 1198 – Sedan Celestinus III har avlidit samma dag väljs Lotario dei Conti di Segni till påve och tar namnet Innocentius III.[3]
- 1297 – Genuesaren Francesco Grimaldi leder en grupp guelfer, som intar ett furstepalats vid republiken Genuas kust. Strax därefter utropas hans kusin Rainier Grimaldi till furste över ett litet område runt palatset, som får namnet Monaco (efter det italienska ordet för munk), eftersom Francesco vid erövringen lurade sig in i palatset utklädd till franciskanermunk.
- 1307 – Ett stillestånd sluts i Bogesund mellan den danske kungen Erik Menved och den svenske kungen Birger Magnussons bröder, hertigarna Erik och Valdemar, vilket ska gälla fram till jul samma år. Därmed har hertigarna undanröjt det danska hotet mot sig för nära ett år framåt och de kan koncentrera sig på kampen mot sin bror.
- 1455 – Påven Nicolaus V utfärdar bullan Romanus Pontifex, där Portugals kung Alfons V tillsammans med Henrik Sjöfararen och deras efterkommande erhåller monopol på handel, sjöfarten och slavhandel på Afrika.
- 1657 – Georg II Rákóczy av Siebenbürgen (nuvarande Transsylvanien), angriper Polen, i allians med Sverige, som under Karl X Gustavs befäl är i krig med Polen sedan 1655.
- 1678 – Svenskarna besegrar danskarna i slaget vid Warksow på den tyska ön Rügen under det pågående skånska kriget.
- 1806 – Kapkolonin (större delen av nuvarande Sydafrika) som har erövrats av britterna från holländarna 1795, för att den inte ska falla i fransmännens händer (då de har ockuperat Nederländerna) har återlämnats till holländarna 1803, men nu återtas den på nytt av britterna, för att Napoleon inte ska kunna utnyttja den. Den blir därmed en permanent brittisk koloni och förblir i brittiska händer fram till 1910, då Sydafrikanska unionen grundas.
- 1815 – Andrew Jacksons amerikanska trupper besegrar de brittiska styrkorna under sir Edward Michael Pakenham i slaget vid New Orleans, vilket avslutar 1812 års krig mellan Storbritannien och USA.
- 1867 – Svarta män får rösträtt i det amerikanska huvudstadsterritoriet District of Columbia.
- 1877 – Lakota-, sioux- och nordcheyenneindianer blir besegrade av det amerikanska kavalleriet i slaget vid Wolf Mountain (i Montanaterritoriet). Detta blir lakotahövdingen Crazy Horses sista strid, då han avlider ett halvår senare.
- 1912 – Det sydafrikanska socialdemokratiska partiet African National Congress (ANC) grundas under namnet Sydafrikanska ursprungsbefolkningens nationalkongress (South African Native National Congress) för att kämpa för de svartas rättigheter i landet. Först 1994 kommer partiet till makten, då dess dåvarande ledare Nelson Mandela blir Sydafrikas president.
- 1916 – Västmakterna retirerar från den osmanska Gallipolihalvön under första världskriget, efter ett katastrofalt misslyckat invasionsförsök där.
- 1917 – Svenska staten beslagtar all brödsäd, mjöl och bröd i landet, för att ransonera dem under de knappa tider som råder under det pågående första världskriget.
- 1918 – Den amerikanske presidenten Woodrow Wilson presenterar den så kallade Wilsondoktrinen, som består av 14 punkter om hur fredsavtalet efter första världskriget bör utformas. När Versaillesfreden väl sluts sommaren året därpå tar man inte så stor hänsyn till doktrinen, vilket blir en av anledningarna till, att USA aldrig går med i den fredsbevarande internationella organisationen Nationernas förbund, som upprättas i samband med freden.
- 1924 – Renhållningsarbetarna i Sundsvall går ut i strejk.
- 1926 – Arabhövdingen Abdul-Aziz ibn Saud utropar sig till kung av Hejaz och ändrar landets namn till Saudiarabien. Vid tillfället består landet av det nuvarande Saudiarabiens kuststräcka vid Röda havet.
- 1931 – Den svenske författaren Hjalmar Bergman begravs, sedan han har avlidit en vecka tidigare.
- 1932 – Ett misslyckat bombattentat utförs mot den japanske kejsaren Hirohito i Tokyo.
- 1937 – Den svenske teologen Olle Meurling rapporteras stupad i Spanien. Han är en av de första svenskar som har rest som frivillig till spanska inbördeskriget för att kämpa mot general Franco.
- 1940
  - Svenska riksdagen godkänner vissa tvångsmedel i krigstid, såsom exempelvis censur och transportförbud.
  - Finland besegrar Sovjetunionen i slaget vid Suomussalmi under finska vinterkriget.
- 1958 – 14-årige Bobby Fischer vinner för första gången amerikanska mästerskapet i schack.
- 1959
  - Fidel Castro och hans styrkor står som definitiva segrare i det Kubanska inbördeskriget, då de intar staden Santiago de Cuba (huvudstaden Havanna intogs redan på nyårsdagen samma år).
  - Charles de Gaulle avgår som Frankrikes premiärminister och blir istället landets förste president under femte republiken. Samtidigt efterträds han på premiärministerposten av Michel Debré.
- 1960 – Flera antisemitiska aktioner genomförs i Sverige samtidigt som en våg av antisemitiska tilltag sveper över Europa.
- 1964 – Ett upprop om att kristendomsämnet ska bevaras på gymnasiet, undertecknat av 2,2 miljoner svenskar, överlämnas till den svenska regeringen.
- 1973 – Rättegång inleds mot de sju män, som står åtalade för att ha placerat ut avlyssningsutrustning i det amerikanska demokratiska partiets högkvarter under presidentvalet året före, en händelse som går till historien under namnet Watergateaffären.
- 1974 – Bensinransonering införs i Sverige under den pågående oljekrisen, sex dagar efter att elransonering har införts.
- 1975 – Ella Grasso blir guvernör i Connecticut och blir USA:s första kvinnliga guvernör, som inte får posten genom att efterträda sin make.
- 1986 – Bioteknikföretaget Fermentas vd Refaat El-Sayed och Volvos Pehr G. Gyllenhammar tillkännager att de båda företagen ämnar gå samman.
- 1991 – Sveriges regering bidrar till FN-insatsen i Kuwaitkriget genom att skicka ett fältsjukhus till Saudiarabien.
- 1992 – Sakigake blir den första japanska rymdfarkost, som flyger förbi jorden.
- 2001 – Elfenbenskustens nyvalde president Laurent Gbagbo utsätts för ett misslyckat kuppförsök, då långtifrån alla erkänner honom som vinnare av presidentvalet året före.
- 2005 – En stark storm drabbar norra Europa, däribland Sverige, där 100 000-tals hushåll blir ström- och telefonlösa för en lång tid och skador för flera miljoner kronor uppstår.
- 2006 – Stora delar av den kazakiska regeringen avgår av okänd anledning.
- 2010 – Togos herrlandslag i fotboll utsätts för en terroristattack när laget i sin spelarbuss är på väg till det afrikanska mästerskapet i Angola. Tre personer ur sällskapet dödas och ett antal skadas.
- 2023 – Anhängare till den f.d. brasilianska presidenten Jair Bolsonaro stormar kongress- och regeringsbyggnaderna i huvudstaden Brasília som protest mot resultatet i presidentvalet 30 oktober 2022. Stormningen slås ner av militär och polis.

## Födda
- 1628 – François-Henri de Montmorency, hertig av Luxembourg, fransk militär
- 1770 – Nathan Smith, amerikansk jurist och politiker, senator för Connecticut
- 1788 – John Canfield Spencer, amerikansk politiker
- 1791 – Jacob Collamer, amerikansk politiker och jurist, USA:s postminister senator för Vermont
- 1808 – James Madison Wells, amerikansk politiker, guvernör i Louisiana
- 1816 – Isak Georg Stenman, svensk författare
- 1824 – Wilkie Collins, brittisk författare
- 1836 – Lawrence Alma-Tadema, brittisk målare
- 1841 – Johan Boström, svensk kyrkoherde och riksdagsman
- 1845 – Irving W. Drew, amerikansk politiker, senator för New Hampshire
- 1867 – Emily Greene Balch, amerikansk akademiker, författare och pacifist, mottagare av Nobels fredspris 1946
- 1870 – Miguel Primo de Rivera, spansk general och politiker
- 1875 – Sara Cahier, amerikansk operasångare
- 1890 – Bennett Champ Clark, amerikansk demokratisk politiker, jurist och militär, senator för Missouri
- 1891 – Walther Bothe, tysk fysiker, mottagare av Nobelpriset i fysik 1954
- 1899 – Solomon Bandaranaike, lankesisk politiker, Sri Lankas premiärminister
- 1902 – Georgij Malenkov, sovjetisk politiker, ordförande i Sovjets kommunistiska parti och landets ministerpresident
- 1904 – Karl Brandt, tysk läkare, Hitlers personlige läkare och chef för Nazitysklands eutanasiprogram
- 1908 – Ernfrid Bogstedt, svensk porträttfotograf och konstnär
- 1910 – Galina Ulanova, rysk ballerina
- 1911 – Gypsy Rose Lee, amerikansk skådespelare och författare
- 1912
  - José Ferrer, puertoricansk-amerikansk skådespelare
  - Folke Hamrin, svensk skådespelare
- 1914 – Gerda Nilsson, svensk socialistisk riksdagspolitiker (död 2007)
- 1921
  - Leonardo Sciascia, italiensk författare
  - Gunnel Wadner, svensk skådespelare
- 1924 – Ron Moody, brittisk skådespelare (död 2015)
- 1928 – Slade Gorton, amerikansk republikansk politiker, senator (Washington) (död 2020)
- 1929 – Saeed Jaffrey, indisk skådespelare (död 2015)
- 1931 – Barbro Larsson, svensk skådespelare och regissör (död 2025)
- 1934 – Georg Riedel, svensk musiker och kompositör (död 2024)
- 1935 – Elvis Presley, amerikansk rocksångare och skådespelare
- 1937 – Shirley Bassey, brittisk sångare
- 1941
  - Graham Chapman, brittisk komiker, manusförfattare och skådespelare, medlem i humorgruppen Monty Python
  - Boris Vallejo, peruansk-amerikansk konstnär
- 1942
  - Stephen Hawking, brittisk vetenskapsman (död 2018)
  - Junichiro Koizumi, japansk politiker, Japans premiärminister
  - Bob Taft, amerikansk politiker, guvernör i Ohio
- 1943 – Andrew Hunter, brittisk politiker
- 1944 – Terry Brooks, amerikansk fantasyförfattare
- 1946 – Robbie Krieger, amerikansk musiker, gitarrist i gruppen The Doors
- 1947
  - David Bowie, brittisk rocksångare
  - Samuel Schmid, schweizisk politiker, Schweiz president
  - Brian Wickens, nyzeeländsk skådespelare
- 1950 – Gilles Villeneuve, kanadensisk racerförare
- 1951 – Jan O. Jansson, alias Naken-Janne, dokusåpaprofil
- 1958 – Janne Bark, svensk musiker
- 1959 – Paul Hester, australisk musiker, trumslagare i gruppen Crowded House
- 1965 – Anne Louhelainen, finländsk politiker
- 1966 – Roger Ljung, svensk fotbollsspelare, VM-brons och kopia av Svenska Dagbladets guldmedalj 1994
- 1967 – Tom Watson, brittisk parlamentsledamot för Labour
- 1969 – Mattias Alkberg, svensk musiker, gitarrist och sångare i gruppen The Bear Quartet
- 1971
  - Jesper Jansson, svensk fotbollsspelare
  - Ebba Blitz, svensk TV-programledare
- 1973 – Henning Solberg, norsk rallyförare, bror till Petter Solberg
- 1976 – Jenny Lewis, amerikansk sångare och barnskådespelare
- 1979
  - Hanna Ljungberg, svensk fotbollsspelare, VM-silver 2003
  - Adrian Mutu, rumänsk fotbollsspelare
  - Sarah Polley, kanadensisk skådespelare
- 1980 – Rachel Nichols, amerikansk skådespelare
- 1984 – Kim Jong-un, nordkoreansk politiker, Nordkoreas ledare
- 1986 – David Silva, spansk fotbollsspelare
- 1987
  - Lydia Sandgren, svensk författare
  - Anastasios Soulis, svensk skådespelare
- 1990 – Sopio Torosjelidze, georgisk sångare
- 1993 – Klara Söderberg, svensk musiker, ena delen av First Aid Kit
- 2011 – Vincent och Josephine, tvillingar, prins respektive prinsessa av Danmark

## Avlidna
- 1107 – Edgar, kung av Skottland
- 1198 – Celestinus III, påve
- 1324 – Marco Polo, venetiansk upptäcktsresande som tillbringade 24 år av sitt liv i Asien
- 1560 – Jan Łaski, polsk reformator
- 1642 – Galileo Galilei, italiensk vetenskapsman
- 1693 – Marguerite de la Sablière, fransk kulturmecenat
- 1713 – Arcangelo Corelli, italiensk kompositör och violinist
- 1775 – John Baskerville, brittisk typograf
- 1786 – Thure Gustaf Rudbeck, svensk politiker, militär och ämbetsman
- 1810 – Daniel Melanderhjelm, svensk matematiker och astronom
- 1823 – Francis Locke, amerikansk politiker, senator för North Carolina
- 1864 – Carl August Hagberg, svensk professor i nordiska språk, ledamot av Svenska Akademien
- 1888 – Bonamy Price, brittisk nationalekonom
- 1896
  - William Rainey Marshall, amerikansk republikansk politiker, guvernör i Minnesota
  - Paul Verlaine, fransk poet
- 1904 – Erica Bergenson-Söderman, svensk operasångare
- 1920 – Ezra P. Savage, amerikansk politiker, guvernör i Nebraska
- 1941 – Robert Baden-Powell, brittisk militär och författare, grundare av scoutrörelsen
- 1950 – Joseph Schumpeter, österrikisk nationalekonom och statsvetare
- 1957 – Benkt-Åke Benktsson, svensk skådespelare och regissör
- 1967 – Kolbjörn Knudsen, svensk skådespelare
- 1976 – Zhou Enlai, kinesisk politiker, Kinas premiärminister
- 1978 – André François-Poncet, fransk politiker och diplomat
- 1983 – Roland Söderberg, svensk skådespelare och scenograf
- 1990 – Terry-Thomas, brittisk skådespelare och komiker
- 1991 – Steve Clark, brittisk rockmusiker i gruppen Def Leppard
- 1994 – Hans Asplund, svensk arkitekt och professor
- 1996 – François Mitterrand, fransk politiker, Frankrikes president
- 1997 – Melvin Calvin, amerikansk kemist, mottagare av Nobelpriset i kemi 1961
- 1998 – Imi Lichtenfeld, israelisk militär
- 2002 – Aleksandr Prochorov, sovjetisk fysiker, mottagare av Nobelpriset i fysik 1964
- 2007
  - Yvonne De Carlo, kanadensisk-amerikansk skådespelare
  - David Ervine, nordirländsk politiker och ledare för Progressive Unionist Party
  - Christian Lund, svensk regissör
  - Iwao Takamoto, japansk-amerikansk animatör
- 2009 – Björn Haugan, svensk-norsk operasångare
- 2010 – Tony Halme, finländsk politiker, fribrottare och boxare
- 2015
  - Andraé Crouch, amerikansk gospelsångare, arrangör och låtskrivare
  - Kep Enderby, australisk jurist och politiker, justitieminister
  - Curtis Lee, amerikansk sångare och låtskrivare
  - Elsi Rydsjö, svensk författare
- 2017 – Ali Akbar Hashemi Rafsanjani, iransk politiker, president
- 2019 – Guje Lagerwall, svensk skådespelare
- 2025 – Kjell-Olof Feldt, socialdemokratisk politiker, f.d. statsråd